# Marcin Wasilewski
Marcin Wasilewski (Cracovia, 9 de junio de 1980) es un futbolista polaco retirado. Jugaba de defensa central y como lateral.

## Comienzos en Polonia
Debutó en 1998 en el Hutnik Kraków de su ciudad natal. Tras dos años fue fichado por el Śląsk Wrocław. En 2002 fichó por el Wisła Płock durando tres temporadas hasta marcharse al Amica Wronki. Un año después, fichó para el Lech Poznań durando seis meses cuando en enero de 2007 fue fichado por el Anderlecht de la liga belga.

## Anderlecht
Se convirtió en un jugador clave para el Anderlecht, sin embargo el 30 de agosto de 2009 sufrió una lesión que le causó una fractura de tibia y peroné en el partido que el Anderlecht sostuvo contra el Standard Lieja de la liga local, estuvo 8 meses de baja tras la fractura sufrida por una dura entrada de Axel Witsel (Standard). Éste fue expulsado, pidió disculpas ante la prensa y dijo que la acción fue involuntaria, pero ya compareció ante la Federación Belga y fue castigado con 8 partidos de suspensión. Wasilewski fue intervenido en variadas ocasiones para su posterior tratamiento. Regresó a las canchas un 8 de mayo de 2010 en la victoria de su equipo 2-1 frente al Sint-Truidense.
Wasilewski y Witsel, ahora en el Zenit de Rusia, se volvieron a enfrentar un 24 de octubre de 2012 en un partido de UEFA Champions League. En la previa del partido el futbolista polaco declaró que se negaría a darle la mano a Witsel en el saludo, mientras que su club aceptaría la decisión. Finalmente cambió de opinión y aceptó saludarse con Witsel, afirmando que no quería convertir el partido en un duelo personal.

## Leicester City
En 2013, tras 7 años y medio, se marchó libre al Leicester City de la Championship de Inglaterra, convirtiéndose en un jugador regular disputando 31 partidos. Los foxes obtuvieron el ascenso a la Premier League tras una magnífica temporada ganando la liga con 102 puntos. Ya en la Premier terminó disputando 25 partidos donde lograron una heroica salvación. Para la temporada 2015-16 el Leicester City lograría la hazaña de ganar la Premier League, la primera en sus 132 años de existencia, pero fue magra para el defensor polaco ya que solo jugó 4 partidos de liga. A pesar de eso, renovó por un año más. En la temporada 2016-17, ya casi sin lugar, terminó jugando tan solo 5 partidos en todas las competencias (un solo partido en liga). Al finalizar la temporada, con 37 años se marcha del club.

## Wisła Cracovia
A mediados de noviembre de 2017 regresó a su país fichando por otro club de su ciudad natal, el Wisła Cracovia. En su cuarto partido marcaría su primer gol en el Derbi de Cracovia frente al Cracovia donde abrió el marcador, terminando en triunfo de su equipo por 4-1. 
En junio de 2020, jugó su último partido en Wisła Cracovia con 40 años, tras no renovar contrato. Anunció su retiro del fútbol oficialmente en noviembre de 2020.

## Clubes
| Club            | País       | Año       |
| --------------- | ---------- | --------- |
| Hutnik Cracovia | Polonia    | 1999-2000 |
| Śląsk Wrocław   | Polonia    | 2000-2002 |
| Wisła Płock     | Polonia    | 2002-2005 |
| Amica Wronki    | Polonia    | 2005-2006 |
| Lech Poznań     | Polonia    | 2006      |
| RSC Anderlecht  | Bélgica    | 2007-2013 |
| Leicester City  | Inglaterra | 2013-2017 |
| Wisła Cracovia  | Polonia    | 2017-2020 |

## Selección nacional

### Participaciones en Eurocopas
| Copa          | Sede              | Resultado    | Partidos | Goles |
| ------------- | ----------------- | ------------ | -------- | ----- |
| Eurocopa 2008 | Austria y Suiza   | Primera fase |          | 0     |
| Eurocopa 2012 | Polonia y Ucrania | Primera fase |          | 0     |

### Goles  internacionales
| Núm. | Fecha                  | Lugar                                | Rival                  | Gol  | Resultado | Competición |
| ---- | ---------------------- | ------------------------------------ | ---------------------- | ---- | --------- | ----------- |
| 1    | 6 de diciembre de 2006 | Sheikh Zayed Stadium, Abu Dhabi      | Emiratos Árabes Unidos | 20-0 | 5-2       | Amistoso    |
| 2    | 2 de junio de 2012     | Estadio del Ejército Polaco, Polonia | Andorra                | 4-0  | 4-0       | Amistoso    |

## Palmarés

### Campeonatos nacionales
| Título                       | Club           | País       | Año  |
| ---------------------------- | -------------- | ---------- | ---- |
| Supercopa de Bélgica         | Anderlecht     | Bélgica    | 2007 |
| Copa de Bélgica              | Anderlecht     | Bélgica    | 2008 |
| Football League Championship | Leicester City | Inglaterra | 2014 |
| Premier League               | Leicester City | Inglaterra | 2016 |